# Ozarba mallarba
Ozarba mallarba är en fjärilsart som beskrevs av Swinhoe 1885. Ozarba mallarba ingår i släktet Ozarba och familjen nattflyn. Inga underarter finns listade i Catalogue of Life.